# Карл-Гайнц Гопп
Карл-Гайнц Гопп (нім. Karl-Heinz Hopp, 20 листопада 1936 — 11 лютого 2007) — німецький академічний веслувальник.
Олімпійський чемпіон 1960 року в складі вісімки.
Чемпіон Європи 1958 (вісімки), 1959 (вісімки), 1961 (розпашні четвірки без стернового) років.